# Березански лиман
Березанският лиман (на украински: Березанський лиман; на руски: Березанский лиман) е залив в северната част на Черно море, вдаващ се на 26 km на север, в южната част на Николаевска област на Украйна. Ширина в южната част около 3 km. Дълбочина до 3,2 m. На юг се отделя от акваторията на Черно море чрез Березанската и дългата 640 m Лагерна коса. В средната си част се разделя на север на два ръкава (залива) – Березански (на изток), в който се влива река Березан и Сасицки (на запад), в който се влива река Сасик. На югоизточното му крайбрежие е разположено голямото село Черноморка.